# Jacob's Song
Jacob's Song is een nummer van de Nederlandse singer-songwriter Douwe Bob uit 2016. Het is de derde single van zijn derde studioalbum Fool bar.
Jacob's Song is een ballad, die gaat over de pijn die je hebt tijdens een scheiding. In tegenstelling tot de vorige twee singles van het album Fool bar haalde dit nummer geen hitlijsten. Wel werd het een radiohit in Nederland.

## NPO Radio 2 Top 2000
| Nummer met noteringen in de NPO Radio 2 Top 2000 | '16  | '17 | '18  | '19  | '20  |
| ------------------------------------------------ | ---- | --- | ---- | ---- | ---- |
| Jacob's Song                                     | 1143 | 979 | 1161 | 1631 | 1827 |

1. ↑  Een vetgedrukt getal geeft de hoogste notering aan.
2. ↑  2016 was het eerste jaar met een notering voor dit nummer.
3. ↑  Deze tabel is bijgewerkt tot en met de laatste editie (2024).